# Florentino Buey Portillo
Florentino Buey Portillo, más conocido como Floro, (Ablaña, 5 de julio de 1913 - 8 de enero de 1997) fue un futbolista español que jugó de portero. Durante su carrera jugó en el Granada Club de Fútbol, con el que jugó en Primera División y en la Unión Deportiva Salamanca.

## Carrera deportiva
Floro debutó en Segunda División como profesional en 1939, y lo hizo de la mano del Granada.
El Granada lo trajo como a otros jugadores, como Modesto Maside, de la ciudad de Madrid, con el objetivo de hacer un equipo competitivo para la primera campaña en Primera División del Granada, la 1941-42. Con el Granada se mantuvo cuatro temporadas en Primera División, siendo el portero titular del conjunto rojiblanco durante esas temporadas. 
En la temporada 1944-45 el Granada desciende a Segunda División. Sin embargo, Floro, sigue formando parte de la plantilla del Granada hasta la temporada 1947-48 cuando deja el club, siguiendo este en la Segunda División.
En la temporada 1949-50 juega en la Unión Deportiva Salamanca de la Segunda División.

## Clubes
| Club            | País   | Año         |
| --------------- | ------ | ----------- |
| Granada C. F.   | España | 1939 - 1948 |
| U. D. Salamanca | España | 1949 - 1950 |